# Ceppaloni
Ceppaloni è un comune italiano di 3 216 abitanti della provincia di Benevento in Campania.

## Geografia fisica
Il territorio comunale è prevalentemente collinare, con una altimetria compresa tra i 148 e i 558 m s.l.m. pari ad una escursione altimetrica di 410 m s.l.m., ed è situato tra la valle del Sabato ad est e la valle del torrente Serretelle ad ovest.
Le aree coltivate (in genere a seminativo arborato) sono ridotte. Dominano i terreni incolti e i boschi di querce e castagni.

## Storia
Le prime notizie storiche su Ceppaloni risalgono alla fine dell'VIII secolo. Durante il periodo longobardo dipendeva dal gastaldato di Benevento. Significativa la presenza in epoca medievale di varie chiese monastiche appartenenti all'abbazia di Santa Sofia e all'abbazia di San Modesto di Benevento (IX-XIV secolo).
Il toponimo Ceppaloni è di incerta origine. Tra le ipotesi più accreditate: Cepalonis deriverebbe dal gentilizio latino Caeparius e dal suffisso prediale –anus, da cui Caeparanus (fondo di Caeparius) oppure da Cippus leonis, ossia “cippo del leone”, ove cippo è nel significato di altura, monte oppure di cippo, colonna.
Il territorio ceppalonese comprende, oltre Ceppaloni capoluogo con il suo borgo medievale dominato dal castello normanno dell'XI secolo, i casali, oggi frazioni, che hanno anch'essi origine medievale: Barba (l'antica Balba o Valva ove tra il XII e il XV secolo esisteva un castello), Santa Croce, San Giovanni e Beltiglio (un tempo San Bartolomeo, poi Chianche).
Ceppaloni con il suo castello si trovava in posizione strategica confinando con la pontificia Benevento e controllando la sottostante via Antiqua Maiore che da Benevento conduceva ad Avellino, attraverso il vicino stretto di Barba. Per tale motivo venne più volte coinvolta nelle guerre tra papato e impero e poi tra angioini e aragonesi. Ospitò personaggi famosi: Ruggero II, papa Onorio II e Alfonso V d'Aragona, I re di Napoli.
Fu possesso feudale prima dei Fraineta e poi dei Bussone nel XII secolo. In due periodi, agli inizi del Duecento, fu occupata dalle truppe pontificie di Benevento. Venne quindi riconquistata con la violenza da Federico II. Sotto gli angioini fu concessa in feudo a vari militi francesi. Fu poi possesso degli Stellato (XIII-XIV secolo), dei Della Marra (XV-XVI secolo), dei D'Avalos (XVI secolo), dei Coscia (XVI-XVII secolo) ed infine dei de Lagonissa o della Leonessa (dal 1633 al 1806).
Famiglie appartenenti alla nobiltà e ai notabili locali furono, alla metà del XVI secolo: Cacaro, Civita, Cutillo, de Juliis, de Dionisio, de Tocco, de Rubbo, Ferraguto, Margiotta, Russo (Rubeo), Santo Gemma, Stellato; dal sec. XVII al sec. XIX: Stellato, Sellitto(i), Iannotti, Venaglia (estintasi nella famiglia Zerella).

### Beltiglio
La frazione Beltiglio assunse tale denominazione nel 1926 mutando il precedente nome di Aquilia che le era stato attribuito nel 1923. Prima la frazione era denominata Chianche. I cambi di denominazione si resero necessari per le omonimie con altre località e i conseguenti disguidi postali che ne derivavano. Il casale delle Chianche fu così chiamato a partire dalla metà del Seicento, quando a seguito della costruzione nel 1629 della chiesa del SS. Rosario della Beata Vergine Maria il baricentro della comunità si spostò in quella località. Alla fine del Seicento il casale delle Chianche, inteso come entità amministrativa, aveva riunito i più antichi e adiacenti casali di S. Bartolomeo, S. Nazzaro S. Barbato, S. Andrea, e nella zona di Cortoffo, di S. Simeone.
Il casale di S. Bartolomeo, situato sulla parte collinare verso sud, prendeva il nome dalla omonima chiesa monastica fondata dai benedettini dipendenti dall’Abbazia di S. Sofia di Benevento e risalente al IX-X secolo. Il casale comprendeva vari nuclei abitativi legati a famiglie locali e sparsi sul territorio: i Martini, i Conti o Cuonti, Zerella, i Rocchi poi Testi, le Chianche, i Mignoni, i Ricci, Maielli, i Pepicelli-Manni-Penna e altri.
Il casale di S. Nazzaro, che prendeva il nome da un’antica chiesa parrocchiale presente già nel XI secolo, era posto sulla collina successiva, verso nord, e confinava con il casale di S. Leucio, all’epoca sito nel territorio pontificio di Benevento. I principali nuclei abitativi ad essa afferenti erano: S. Nazzaro limitrofa ai Marotti, i Catalani, i Varricchi-Cataudi, i Furni poi Pizzirussi-Confini, S. Barbato e S. Angelo.

### San Giovanni
Il casale di San Giovanni, detto sino al secolo XVII San Giovanni in Pino, assume il nome dalla locale chiesa di S. Giovanni ed è ricordato già nel secolo XII come quarterio di Ceppaloni. Il casale comprendeva vari insediamenti abitativi, più o meno distanziati tra loro e fortemente caratterizzati dalla presenza di una stirpe familiare. I principali erano: Paradisi, Lombardi, San Giovanni e Lizzi.
Il casale di S. Giovanni nel Seicento assorbì il limitrofo casale dei Caccavi o di San Nicola posto su un più alto colle verso nord. Ad esso appartenevano i nuclei abitativi: Mernoni o Merconi, Case Parenti e Venaglie. Il territorio di pertinenza di questo casale comprendeva anche le località Olivella, Fontana, Canne, Febbo, S. Marco o Judici.

### Santa Croce
La frazione Santa Croce è situata sul versante meridionale del comune di Ceppaloni. L’antico casale prese il nome dalla chiesetta di S. Croce, che si trovava nella zona alta e fu edificata dai nobili Russo al limite del suffeudo delle Due Torri. Essa era già diruta alla fine del Seicento. 
I nuclei abitativi del casale erano costituiti verso il secolo XVII dai: Salerni ove vi erano i complessi edilizi dei Rossi de Capodiferro, Sellitto, i Gugliari o Ugliari e i Simeoni. Agli inizi del Settecento il casale era quasi del tutto abbandonato, poi gradualmente rincominciò a popolarsi. Nel 1950 nella piazza principale del borgo fu edificata la chiesa della Beata Vergine dell’Assunta.

### Barba
Questa località è posta sull’altura situata all’estremo limite sud orientale del comune di Ceppaloni e domina la sottostante valle del fiume Sabato, laddove questo imbocca l’angusta gola detta Stretto di Barba. Lo stretto è costituito da una profonda frattura nella roccia che ricorda la forma di una valva o conchiglia, da cui il toponimo Valva o Balba poi trasformatosi nel corso del Settecento in Barba.
Sul monte che domina lo Stretto verso la fine del secolo XI fu eretto il castello omonimo. Poco lontano vi era l’antico abitato con la presenza delle chiese di S. Stefano e S. Adriano. Inoltre nel Duecento esistevano un ospizio gestito da una confraternita con a capo un abate e la chiesa di S. Magno, poco distante da Balba. Nella valle del fiume Sabato vi era invece la chiesa di S. Giorgio. Alla fine del XIII secolo, Balba era una comunità autonoma e contava circa 170 abitanti, che divennero oltre 1000 nel 1320.
Nel 1447 il feudo di Balba risultava disabitato e il castello distrutto molto probabilmente a seguito delle devastazioni seguite alle guerre tra gli Aragonesi e gli Angioini. Successivamente buona parte del feudo di Balba rientrò nella giurisdizione di Chianchetelle che poi confluirà nel comune di Chianche.
Una parte dell'antica Barba rimane in territorio del comune di Ceppaloni e incominciò lentamente a popolarsi a partire da due sole masserie presenti alla fine del Seicento. A metà Settecento vi vivevano otto famiglie: Porcaro, Sabatino e Iasiello. Nel 1861 vi fu edificata la chiesetta dell'Immacolata. Nelle sue pertinenze ricordiamo la località Caramelli.

### Simboli
Lo stemma e il gonfalone sono stati concessi con DPR del 5 novembre 1981. Nello stemma comunale è raffigurato un monte di tre cime all'italiana d'argento, ristretto, sormontato da una stella d'oro a cinque raggi. Il gonfalone è un drappo di bianco.

## Monumenti e luoghi d'interesse

### Architetture religiose
- Chiesa di San Nicola Vescovo
- Chiesa della Santissima Annunziata
- Ex convento della Santissima Annunziata
- Chiesa di Maria Santissima Assunta
- Chiesa dell'Immacolata
- Chiesa del Santissimo Rosario della Beata Vergine Maria
- Chiesa di San Giovanni Battista

### Architetture civili
- Taverna di Rotola (località Rotola)
- Palazzo Foglia (San Giovanni)

### Architetture militari
- Castello di Ceppaloni (capoluogo)

### Luoghi d'interesse
- Stretto di Barba

## Società

### Evoluzione demografica
Abitanti censiti

## Economia
Ha una superficie agricola utilizzata in ettari (ha) di 484,64 aggiornata all'anno 2000.

## Infrastrutture e trasporti

### Strade
Il comune è interessato dalla ex strada statale 88 e dalle strade provinciali 1, 3, 5, 7, 8 e 9.

### Ferrovie
Il comune è servito dalla stazione di Chianche-Ceppaloni sulla ferrovia Benevento-Avellino, gestita da RFI, sita nella frazione di Chianche Scalo nel comune di Chianche, e dalla stazione di Tufara Valle, chiamata anche Tufara-Arpaise-Ceppaloni, sulla linea ferroviaria Caudina, gestita dall'Ente Autonomo Volturno e situata nel comune di Apollosa.

## Amministrazione
| Mandato        | Mandato        | Primo cittadino   | Partito              | Carica  | Note |
| Inizio         | Fine           | Primo cittadino   | Partito              | Carica  | Note |
| -------------- | -------------- | ----------------- | -------------------- | ------- | ---- |
| 10 marzo 1986  | 21 luglio 1992 | Clemente Mastella | Democrazia Cristiana | Sindaco |      |
| 9 giugno 1996  | 16 aprile 2000 | Nicola Nino Rossi | Lista civica         | Sindaco |      |
| 16 aprile 2000 | 25 maggio 2003 | Nicola Nino Rossi | Lista civica         | Sindaco |      |
| 25 maggio 2003 | 13 aprile 2008 | Clemente Mastella | UDEUR                | Sindaco |      |
| 13 aprile 2008 | 26 maggio 2013 | Claudio Cataudo   | Lista civica         | Sindaco |      |
| 26 maggio 2013 | 11 giugno 2018 | Claudio Cataudo   | Lista civica         | Sindaco |      |
| 11 giugno 2018 | 14 maggio 2023 | Ettore De Blasio  | Lista civica         | Sindaco |      |
| 15 maggio 2023 | in corso       | Claudio Cataudo   | Lista civica         | Sindaco |      |